# 光沢紙
光沢紙（こうたくし）は、表面に光沢を持つ紙。その中でもとりわけ家庭用のプリンターでの印刷に適した紙を指す場合が多い。
光沢紙はインクジェットプリンターで写真を印刷する用途に特に適している。普通紙に比べ印刷した際のインクのにじみが少なく、鮮やかな発色が得られる。レーザープリンターでは、画像形成層やインク吸収層に用いられる樹脂が、転写ドラムで溶融し、転写ドラムに張り付くなどの可能性があり、正常な印刷結果が得られないだけでなく、プリンターの破損に繋がる恐れがあるため使用できない。
光沢紙の構造は基本的に4つの層から成る。印刷面から順に画像形成層、インク吸収層、白地調整層、ベース紙である。画像形成層は表面の光沢の質感を出し、保護の役割を果たす。インク吸収層は印刷されたインクを素早く吸収する。白地調整層では特に白色度の強い白色を形成し、ベース紙が紙そのものの厚みを調整する。
インクジェットプリンターのインクは水分を含んでいるため、印刷後に色が滲むことがある。それを避けるために印刷が終わった直後に乾燥した当て紙で挟み、しばらく圧力を掛ける。そうすることによりインク中の水分が当て紙へと逃げ、滲みを抑えることが出来る。またラミネートを行う場合は印刷直後に行わず、前述の方法で水分を取り除くことで質を保つことが出来る。
光沢紙の中でも表面の光沢がやや押さえられているものは半光沢紙と呼ぶことがある。